# Нечалово
Нечалово — деревня в Устюженском районе Вологодской области.
Входит в состав Никольского сельского поселения, с точки зрения административно-территориального деления — в Никольский сельсовет.
Расстояние по автодороге до районного центра Устюжны — 34 км, до центра муниципального образования деревни Никола — 3 км. Ближайшие населённые пункты — Горка, Никола, Петрово.
Население по данным переписи 2002 года — 1 человек.